# Didier Poissant
Pour les articles homonymes, voir Poissant.
Didier Vital Poissant, né le 30 septembre 1923 à Bordeaux et mort le 27 février 2021 à Pujols-sur-Ciron, est un skipper français.

## Carrière
Didier Poissant remporte le Championnat d'Europe de Snipe en 1954 à Arcachon.
Il est médaillé d'argent des Championnats d'Europe de Finn en 1956 à Loosdrecht puis termine 13e de la course de Finn aux Jeux olympiques d'été de 1956 à Melbourne. 
Il est à l'origine de la création de la section croisière du Cercle de la voile d'Arcachon. Il se distingue par sa longévité, participant aux Championnats de France Open en Finn à l'âge de 92 ans.